# 6484 Barthibbs
6484 Barthibbs è un asteroide della fascia principale. Scoperto nel 1990, presenta un'orbita caratterizzata da un semiasse maggiore pari a 2,5767063 au e da un'eccentricità di 0,1890457, inclinata di 13,61004° rispetto all'eclittica.
L'asteroide è dedicato al progettista statunitense Bart Hibbs.